# William Cavendish-Bentinck

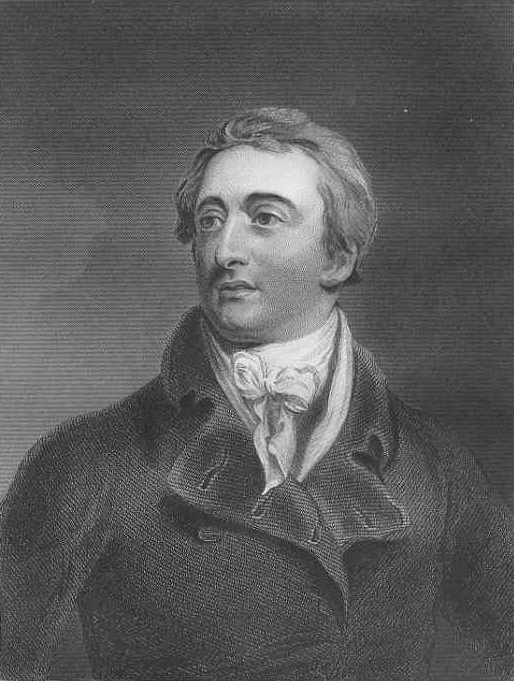
Lord William Bentinck

Lord William Henry Cavendish-Bentinck GCB, GCH, PC (* 14. September 1774 in Bulstrode, Buckinghamshire; † 17. Juni 1839 in Paris) war ein britischer General  und Staatsmann.

## Leben
William Bentinck war der zweite Sohn des Premierministers William Bentinck, 3. Duke of Portland (1738–1809) aus dessen Ehe mit Lady Dorothy Cavendish. 1801 ergänzte sein Vater den Familiennamen von Bentinck zu Cavendish-Bentinck.
Nachdem er ab 1791 als Offizier bei verschiedenen Einheiten der British Army gedient hatte, wurde er 1803 Gouverneur von Madras. 1805 wurde er in den Rang eines Generalmajors erhoben und 1807, nach der Meuterei in Vellore aus Madras abberufen.
Bentinck kämpfte in den napoleonische Kriegen auf der Iberischen Halbinsel, wurde 1811 zum Brevet-Generalleutnant befördert und Befehlshaber der britischen Truppen im Königreich Sizilien. Der damalige König von Neapel und Sizilien, Ferdinand, hatte sich auf die Insel Sizilien zurückziehen müssen, nachdem sein Königreich Neapel 1806 französisch besetzt war. Bentinck trug wesentlich dazu bei, dass König Ferdinand auf Druck der britischen Regierung 1812 zugunsten seines Sohnes Franz abdankte und Königin Maria Karolina des Landes verwiesen wurde. Der Versuch, der Insel eine liberale Verfassung und ein Parlament nach britischem Vorbild zu geben, scheiterte aber letztlich. 1813 landete er in Katalonien, musste jedoch nach der verlorenen Schlacht von Villafranca die Belagerung von Barcelona aufheben und sich wieder einschiffen. 1814 landete er als Oberbefehlshaber der britischen Truppen im Mittelmeerraum in Neapel, wo er Joachim Murat zu einem Bündnis gegen seinen Schwager Napoleon bewog. Anschließend landete er im März 1814 bei Livorno und nahm im April Genua ein und bemühte sich in der Folgezeit erfolglos um die Wiederherstellung der Republik Genua und des anglo-korsischen Königreichs. Aufgrund seiner Eigenmächtigkeit geriet er in die Kritik des britischen Premierministers Lord Liverpool und wurde schließlich im April 1815 als Oberbefehlshaber abberufen.
Bentinck war mehrmals Abgeordneter im britischen House of Commons, 1812 bis 1814 und 1816 bis 1826 als Knight of the Shire für Nottinghamshire, 1826 bis 1828 als Burgess für King’s Lynn und 1836 bis 1839 als Burgess für Glasgow. 1813 wurde er zum Knight Companion des Order of the Bath, 1815 zum Knight Grand Cross des Order of the Bath und 1817 zum Knight Grand Cross des Royal Guelphic Order geschlagen.
1827 wurde Bentinck Generalgouverneur von Ostindien. Hier setzte er einige Bildungs- und Sozialreformen durch und verbot beispielsweise das Verbrennen der Witwen und das Auspeitschen als Disziplinarstrafe der indischen Armee. Unter dem Premierminister Lord Melbourne 1835 zurückgerufen, begab er sich nach Paris, wo er am 17. Juni 1839 starb.
Bentinck heiratete 1803 Lady Mary, Tochter von Arthur Acheson, 1. Earl of Gosford. Die Ehe blieb kinderlos.